# جانيت فيلدينغ
جانيت فيلدينغ (بالإنجليزية: Janet Fielding)‏ هي ممثلة أسترالية، ولدت في 9 سبتمبر 1953 في بريزبان في أستراليا.

## أعمال

### مسلسلات
- دكتور هو

## وصلات خارجية
- جانيت فيلدينغ على موقع IMDb (الإنجليزية)
- جانيت فيلدينغ على موقع ألو سيني (الفرنسية)
- جانيت فيلدينغ على موقع ميوزك برينز (الإنجليزية)
- جانيت فيلدينغ على موقع إن إن دي بي (الإنجليزية)
- جانيت فيلدينغ على موقع قاعدة بيانات الفيلم (الإنجليزية)
- جانيت فيلدينغ على موقع كينوبويسك (الروسية)